# Liste der Kulturgüter in Gerzensee
Die Liste der Kulturgüter in Gerzensee enthält alle Objekte in der Gemeinde Gerzensee im Kanton Bern, die gemäss der Haager Konvention zum Schutz von Kulturgut bei bewaffneten Konflikten, dem Bundesgesetz vom 20. Juni 2014 über den Schutz der Kulturgüter bei bewaffneten Konflikten sowie der Verordnung vom 29. Oktober 2014 über den Schutz der Kulturgüter bei bewaffneten Konflikten unter Schutz stehen.
Objekte der Kategorien A und B sind vollständig in der Liste enthalten, Objekte der Kategorie C fehlen zurzeit (Stand: 15. Februar 2024). Unter übrige Baudenkmäler sind geschützte Objekte zu finden, die im Bauinventar des Kantons Bern als «schützenswert» verzeichnet sind.

## Kulturgüter
| Foto |                                                                     | Objekt                                   | Kat. | Typ | Standort                           | Beschreibung |
| ---- | ------------------------------------------------------------------- | ---------------------------------------- | ---- | --- | ---------------------------------- | --- |
| ja   | Datei hochladen · Wikidata zu Herrenbauernhaus Rütimatt (Q19362592) | Herrenbauernhaus Rütimatt KGS-Nr.: 00912 | A    | G   | Rütigässli 12 608350 / 188435      | 1905 erbautes, vom Historismus geprägtes Bauernhaus mit Jugendstil-Wohnteil in Form eines englischen Landhauses. Das Gebäude besitzt zwei kräftige Mauergeschosse, das zweite Obergeschoss und das Dachgeschoss sind in Fachwerk ausgeführt. Um das ganze Haus verläuft eine durchgehende Laube. Ein gepflästerter Hof und eine malerische Parkanlage umgeben das herrschaftliche Gebäude. |
| ja   | Datei hochladen · Wikidata zu Altes Schloss (Q439590)               | Altes Schloss KGS-Nr.: 00909             | B    | G   | Belpbergstrasse 24 608047 / 187769 | 1518 für Jacob von Wattenwyl auf den Resten eines mittelalterlichen Befestigungswerks erbautes Schloss. Der spätgotische Hauptbau unter hohem Vollwalmdach besitzt bemerkenswerte Mauresken-Einfassungen der Kellerfenster. An der Westseite schliesst sich ein Anbau von 1772 mit Louis-seize-Festsaal an.                                                                                |
| ja   | Datei hochladen · Wikidata zu Neues Schloss (Q1651322)              | Neues Schloss KGS-Nr.: 00911             | B    | G   | Dorfstrasse 3 608330 / 187600      | Um 1700 für Samuel Morlot erbautes Schloss, seit 1986 als Ausbildungszentrum der Schweizerischen Nationalbank genutzt. Der ursprünglich zweigeschossige Hauptbau wurde 1863 um ein Stockwerk aufgestockt und erhielt 1940 ein steiles Vollwalmdach. Der älteste Bauteil ist der östliche Innenflügel, der westliche Innenflügel stammt von 1718, der westliche Aussenflügel von 1738.      |

## Übrige Baudenkmäler
Hinweis: Anstelle der KGS-Nummer wird als Objekt-Identifikator (ID) die Grundstücksnummer verwendet.
| ID  | Foto |                                                             | Objekt                                  | Typ | Standort                               | Beschreibung |
| --- | ---- | ----------------------------------------------------------- | --------------------------------------- | --- | -------------------------------------- | ------------ |
| 4   | BW   | Datei hochladen                                             | Pfarrhaus (1758–1760)                   | G   | Dorfstrasse 31 607966 / 187374         |              |
| 4   | BW   | Datei hochladen                                             | Nebengebäude (1781)                     | G   | Dorfstrasse 31a 607952 / 187332        |              |
| 31  | ja   | Datei hochladen · Wikidata zu Reformierte Kirche (Q8984981) | Reformierte Kirche (3. Viertel 15. Jh.) | G   | Dorfstrasse 20 607966 / 187374         |              |
| 68  | BW   | Datei hochladen                                             | Schlossstock des Alten Schlosses        | G   | Belpbergstrasse 24a 608028 / 187784    |              |
| 70  | BW   | Datei hochladen                                             | Speicher (1692)                         | G   | Simmlernstrasse 3a 607097 / 189429     |              |
| 86  | BW   | Datei hochladen                                             | Sorrel-Stock (17. Jh.)                  | G   | Aarestrasse 3 609316 / 186950          |              |
| 100 | BW   | Datei hochladen                                             | Ehemaliges Bauernhaus (Mitte 19. Jh.)   | G   | Dorfstrasse 6 608159 / 187609          |              |
| 114 | BW   | Datei hochladen                                             | Speicher (1743)                         | G   | Klapfweg 10c 607663 / 189264           |              |
| 114 | BW   | Datei hochladen                                             | Advokatenhaus (um 1820)                 | G   | Klapfweg 12 607673 / 189263            |              |
| 158 | BW   | Datei hochladen                                             | Bauernhaus (1903)                       | G   | Schützenfahrstrasse 24 608454 / 189068 |              |
| 208 | BW   | Datei hochladen                                             | Ofenhaus (um 1800)                      | G   | Belpbergstrasse 1 608147 / 187642      |              |
| 269 | BW   | Datei hochladen                                             | Landsitz Rosengarten (Ende 17. Jh.)     | G   | Sädelstrasse 1 607988 / 187483         |              |
| 374 | BW   | Datei hochladen                                             | Wohnhaus (1856/57)                      | G   | Friedbergweg 2 607887 / 187745         |              |
| 494 | BW   | Datei hochladen                                             | Bauernhaus (17. Jh.)                    | G   | Breitenriedstrasse 15 608621 / 188114  |              |
| 523 | BW   | Datei hochladen                                             | Ehemaliges Bauernhaus (1747)            | G   | Sädelstrasse 34 607300 / 187883        |              |
| 769 | BW   | Datei hochladen                                             | Gärtnerhaus (18. Jh.)                   | G   | Dorfstrasse 16 607976 / 187427         |              |
| 879 | BW   | Datei hochladen                                             | Villa (1935)                            | G   | Turmweg 1 608027 / 187969              |              |
| 880 | BW   | Datei hochladen                                             | Landsitz Freudheim (um 1805)            | G   | Dorfstrasse 35 607981 / 186892         |              |
| 922 | BW   | Datei hochladen                                             | Pfrundspeicher (um 1760)                | G   | Dorfstrasse 31b 607946 / 187352        |              |
| 947 | BW   | Datei hochladen                                             | Wohnhaus (1900)                         | G   | Spielgasse 11 608028 / 187677          |              |
| 952 | BW   | Datei hochladen                                             | Ehemaliges Schulhaus (1856)             | G   | Dorfstrasse 18 607966 / 187408         |              |